# Minia (rzeka)
Minia (lt. Minija) – rzeka w zachodniej Litwie, prawy dopływ Niemna. Posiada źródła ok. 14 km na południe od miasta Telsze. Długość ok. 202 km, powierzchnia dorzecza 2942,1 km².